# Antonio Gamoneda
Œuvres principales
Edad
Antonio Gamoneda, né le 30 mai 1931 à Oviedo, est un poète espagnol.
Il reçoit de nombreux prix, dont le Prix Cervantes en 2006. 

## Biographie
Il vit à León depuis 1934. Ce poète a eu une reconnaissance tardive après le franquisme. Une anthologie espagnole rassemble en 1986 sa poésie écrite entre 1947 et 1986. Elle porte le titre de Edad (Âge). Il reçoit pour ce livre en 1988 le Prix national de Poésie. Il publie en 1992, le Livre du froid (Libro del frio) et en 1995 le Livre des poisons (Libro de los venenos), puis Clarté sans repos (Arden las pérdidas) en 2004, livre majeur.
Antonio Gamoneda a reçu le Prix européen de littérature en 2005 et le prix Cervantes en 2006.
Ce poète à la voix singulière et abrasive, où la mémoire ne laisse plus de repos, se révèle comme l'une des voix éminentes de la poésie espagnole contemporaine, après Federico García Lorca et Miguel Hernández. Elle demeure, malgré les efforts de son traducteur, le poète Jacques Ancet, encore peu connue du public français.

## Œuvres
- Sublevacion immovil, col. Adonais, Madrid, Rialp, 1960
- Descripcion de la mentira, col. Provincia, Leon, Institucion « Bernardino de Sahagun, 1977. Reedicion en la colleccion « Barrio de Maravillas », Salamanca, Edicion de la Consejeria de Educacion y Cultura de la Junta de Castilla y Leon, 1986.
- Leon de la mirida, Leon, Espadana, 1979.
- Blues castellano, col. Aeda, Gijon, Noega, 1982.
- Lapidas, Madrid, Trieste, 1987.
- Edad (Poesia 1947-1986), edicion de Miguel Casado, Cátedra, Letras Hispanicas, Madrid, 1987.
- Libro del frio, col. Libros del Tiempo, Madrid, Siruela, 1992.
- Libro de los venenos, col. la Biblioteca Sumergida, Madrid, Siruela, 1995.
- Arden las pérdidas, 1ª ed. Barcelona, Tusquets, 2003. 2ª ed. Barcelona, Tusquets, 2004.
- Cecilia, Lanzarote, Fundación César Manrique, col. Péñola Blanca, 2004.Reescritura. Madrid, Abada, 2004.
- Esta luz, Poesía reunida (1947–2004). [Epílogo de Miguel Casado, “El curso de la edad”] Barcelona, Galaxia Gutenberg/Círculo de Lectores, 2004 [reimp. 2005; 2006]
- Extravío en la luz, Madrid, Casariego, 2009, edición de seis poemas inéditos con grabados de Juan Carlos Mestre.
- Canción errónea (poèmes écrits depuis 2004), 2012.

### Traductions françaises
- Livre du froid, (en bilingue) présenté et traduit par Jean-Yves Bériou et Martine Joulia, Éditeur Antoine Soriano, Paris 1996
- Pierres gravées, présenté et traduit par Jacques Ancet, Éditions Lettres Vives, 1996
- Froid des limites, présenté et traduit par Jacques Ancet, Éditions Lettres Vives, 2000
- Description du mensonge, présenté et traduit par Jacques Ancet, Éditions José Corti, 2004
- Blues castillan (en bilingue), traduction de Jacques Ancet, Éditions José Corti, 2004
- Passion du regard, traduction de Jacques Ancet, Éditions Lettres Vives, 2004
- Clarté sans repos, (en bilingue), traduction de Jacques Ancet, Éditions Arfuyen, 2006
- Cecilia, traduction de Jacques Ancet, Éditions Lettres Vives, 2006

## Prix et reconnaissance
- Prix Castilla y León de las Letras (1985)
- Prix national de Poésie (1988)
- Prix européen de littérature (2005)
- Prix Reina Sofía de Poesía Iberoamericana (2006)
- Prix Cervantes (2006)[1]
- Médaille d'Or du Círculo de Bellas Artes (2006)[2]
- Prix Quijote de las Letras Españolas (2009)
- Docteur Honoris Causa de l'Université autonome de Saint-Domingue (2011)